# Голубева, Елена Георгиевна
Еле́на Гео́ргиевна Го́лубева (21 сентября 1930—2011, Санкт-Петербург) — кандидат филологических наук, доцент кафедры романской филологии СПбГУ, специалист по португалоязычной, галисийской и румынской литературе, теории и практике перевода, по теоретической грамматике и фонетике португальского языка, переводчик.

## Биография
Дочь советской переводчицы В. С. Давиденковой (1900—1987). В 1948—1953 годах обучалась на испанском отделении филологического факультета Ленинградского университета, где в 1956 году начала преподавательскую деятельность.
С 1961 года на факультете существовало испано-португальское отделение, руководимое О. К. Васильевой-Шведе. Е. Г. Голубева овладела португальским языком на частных уроках с А. М. Гахом, и в 1962 году началось его преподавание в ЛГУ.
Позже португальское отделение было выделено в самостоятельное подразделение кафедры романской филологии, и Е. Г. Голубева возглавляла его с 1972 по 1995 год.
В 1972 году защитила диссертацию по теме «Будущее сослагательного наклонения в португальском языке».
Состояла сотрудником Центра португальско-бразильских исследований и Центра галисийских исследований СПбГУ, заместителем директора Центра португальского языка и культуры им. Камоэнса в Герценовском университете.

## Научная и переводческая деятельность
Первый сборник с переводами Е. Г. Голубевой некоторых рассказов португальских писателей вышел в 1962 году.
Переводила на русский язык поэзию и прозу с галисийско-португальского, португальского, галисийского и румынского языков.
Заведуя португальским отделением и в последующие годы Е. Г. Голубева вела курс лекций по истории португальского языка, специальные курсы по литературе португалоязычных стран Африки, по теории перевода, специальный курс по художественному переводу с галисийского языка. В 1981 году была издана «Фонетика португальского языка».
В 1995 году была опубликована составленная Е. Г. Голубевой антология «Поэзия трубадуров», в которой наряду с переводами Евгения Витковского, Анатолия Гелескула, Андрея Родосского и других вышли переводы Елены Голубевой некоторых кантиг галисийских и португальских авторов с галисийско-португальского языка:
- Перо Гонсалвес де Порто Каррейро (Pero Gonçalvez de Porto Carreiro/Pero Gonçalves de Portocarreiro) — Перстенек, что подарил мне милый мой[8]
- Педро Еанес Солаз (Pedr' Eanes Solaz/Pedro Anes Solaz) — Я ухожу на службу королю[9]
- Мендиньо — В часовне Святого Симеона стою[10]
- Нуно Фернандес Торнеол (Nuno Fernandes Torneol) — Вставайте, друг, вы в час рассветный спали[11]
- Дон Диниш — Любил, люблю и буду век любить[12]

В 2002 году вышел перевод романа Жозе Сарамаго «Двойник».
Е. Г. Голубева составила антологии переводов поэзии и прозы португальских и бразильских авторов.

## Признание
В 1995—1996 годах была избрана членом-корреспондентом Международной академии португальской культуры (порт. Academia Internacional da Cultura Portuguesa). Во время правительственного визита в Россию в октябре 2001 года президент Португалии Жорже Сампайю в своей речи в СПбГУ высказал дань уважения Е. Г. Голубевой, отметив ценный вклад португальского отделения в распространение португальского языка и культуры.